# Commanderie de Gourlong
La commanderie de Gourlong est une commanderie fondée par les Hospitaliers, située à Alleyras (France).

## Description[1]
Cette commanderie consistait en une chapelle dédiée à saint Jean Baptiste et en quelques rentes.

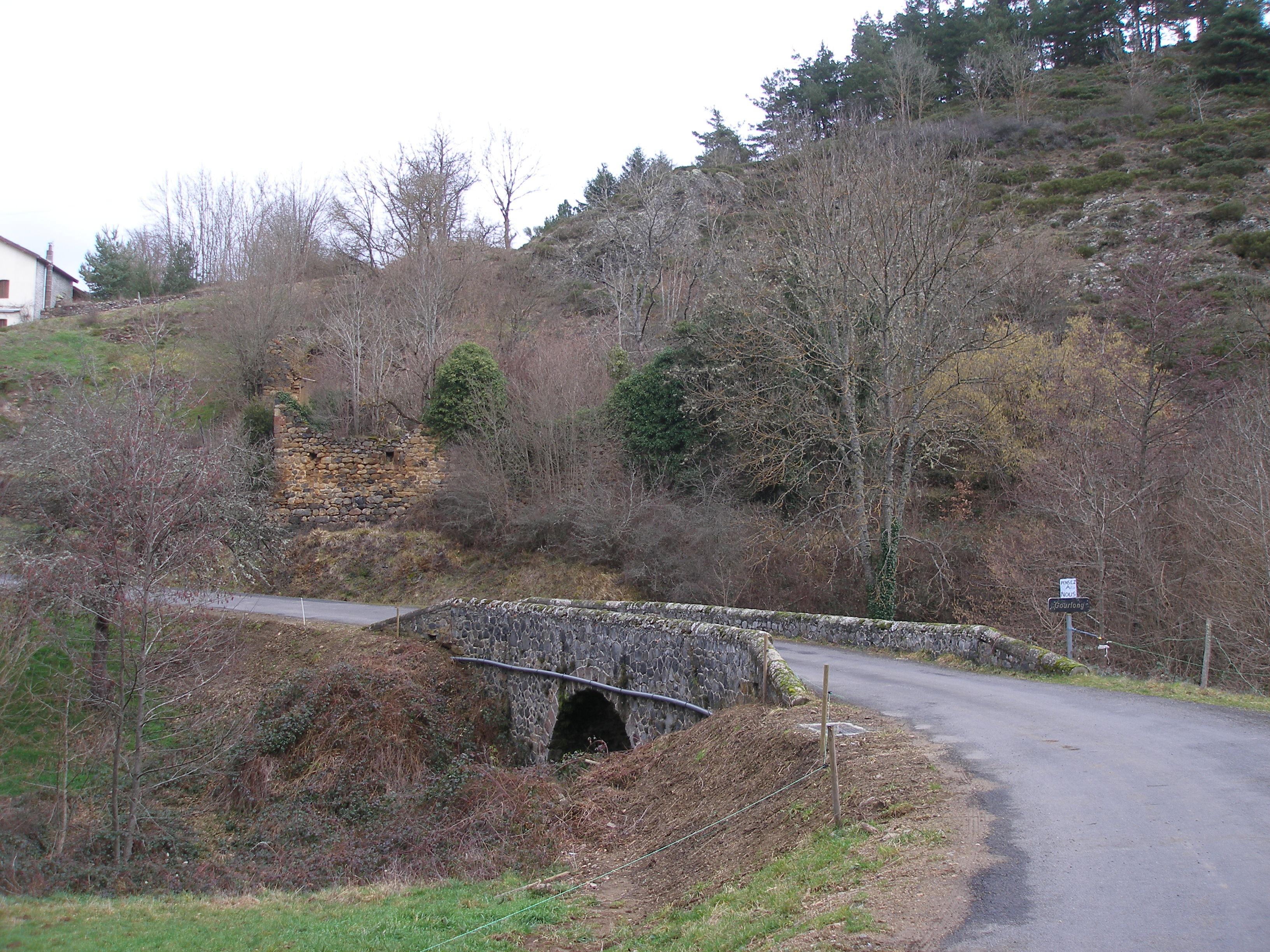
Vue d'ensemble de la commanderie.
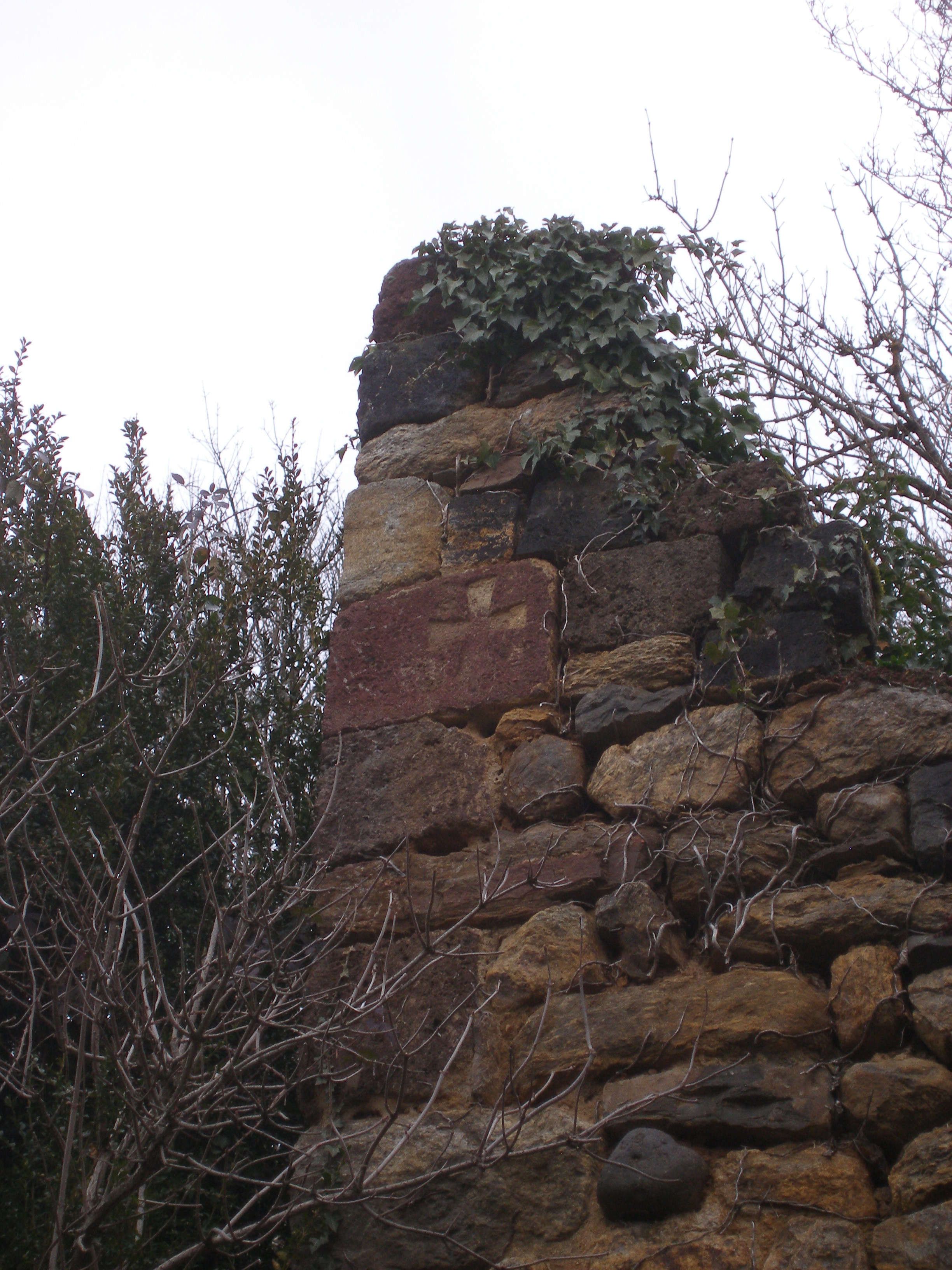
Croix hospitalière.

## Localisation
La commanderie est située au hameau de Gourlong sur la commune d'Alleyras en Velay dans le département de la Haute-Loire.
Elle est proche du Gévaudan et de la rivière Allier qui marque la frontière entre les deux anciennes provinces.

## Historique[2]
C'est dans la charte datant de mai 1163 qui concerne Pierre de Mirmande que la première mention de Gourlong est faite.
En 1291, le commandeur et curé Pons Baudasse transigea sur la justice de Gourlong et de ses dépendances avec Guillaume de Montlaur, chanoine du Puy et seigneur de Mirmande.
En 1321, le grand prieur Eudes de Montaigut accorde à Nicolas Saunier la collation viagère de Gourlong. Ce dernier devra payer chaque année des responsions de 20 gros tournois d'argent au chapitre général du grand prieuré d'Auvergne.
En 1496, les rentes de la commanderie formaient un terrier spécial qui furent ensuite comprises dans le terrier de la commanderie Saint-Jean du Puy.
En 1616, du fait de sa situation dans une vallée presque inaccessible et de sa moindre importance, la chapelle fut négligée par les visiteurs.
En 1726, la chapelle était largement ruinée. Sans dotation pour son entretien, la décision de la reconstruire ne fut pas prise.

### Commandeurs
- 1er mai 1291 : Pons Baudasse
- 20 juin 1321 - 19 juin 1330 : Nicolas Saunier
- 1375 : Jean Amadieu
- 21 juillet 1481 : Claude Baudoin
- 25 octobre 1492 : Jean Baudoin
- 9 décembre 1497 - 26 décembre 1513 : Gillet Charpentier
- 1521 : Antoine Fabre

## Sources bibliographiques
- Augustin Chassaing, Cartulaire des hospitaliers (Ordre de saint-Jean de Jérusalem) du Velay, A. et J. Picard, 1888, LXVIII-270 p. (lire en ligne).
- Régis Thomas, Châteaux de Haute-Loire : dix siècles d'histoire, Watel, 1993, 469 p.